# Bessancourt
Bessancourt egy község Franciaországban. Lakosainak száma 8521 fő (2022. január 1.).

## Földrajza
Bessancourt Frépillon, Méry-sur-Oise, Pierrelaye és Taverny községekkel határos.